# Jungermanniales

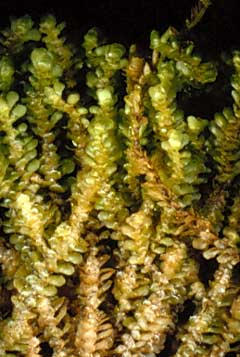
Uma hepática folhosa, Scapania sp.

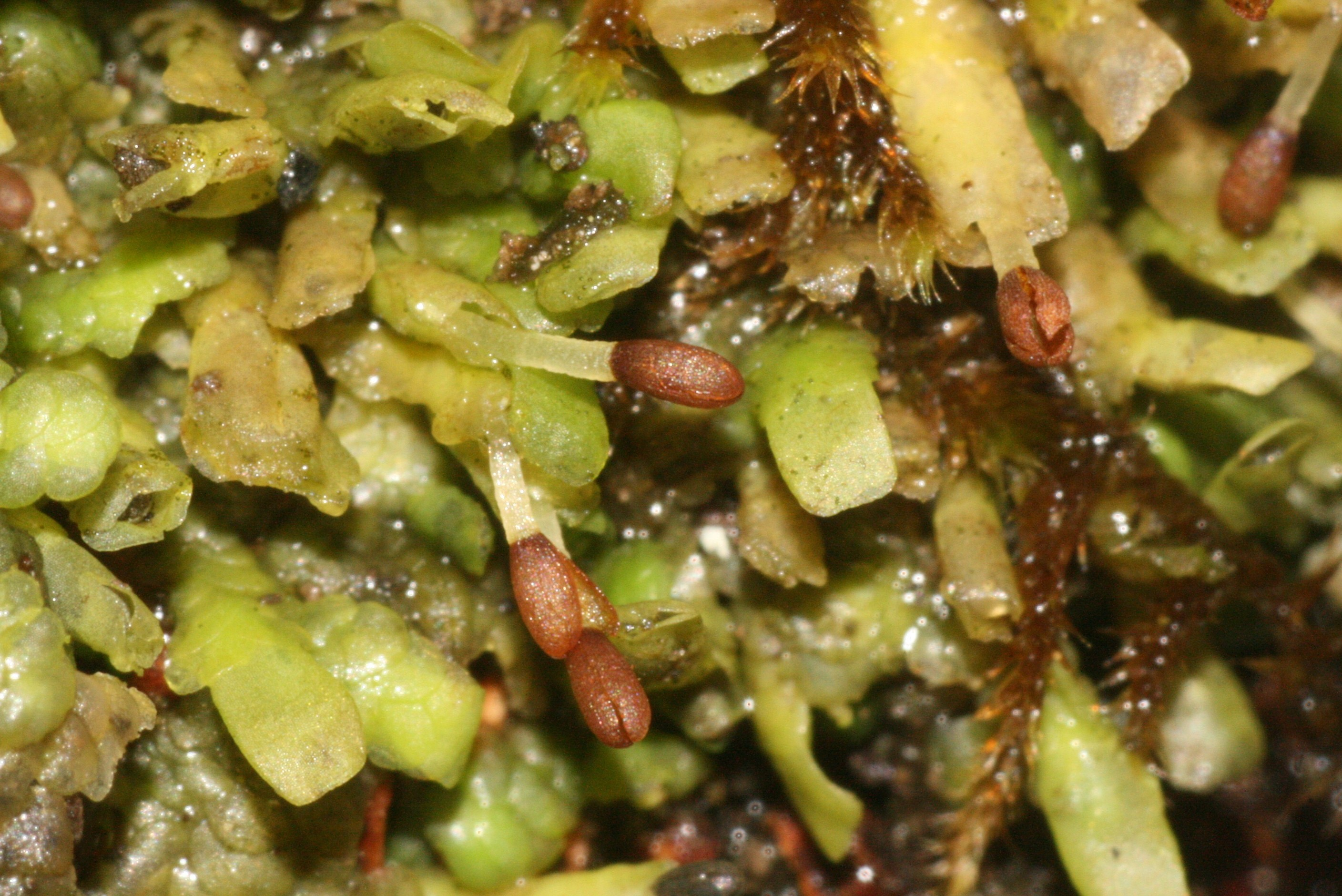
Espécimes de Radula complanata exibindo esporófitos.

Jungermanniales é uma ordem de plantas não vasculares pertencente à classe Jungermanniopsida (divisão Marchantiophyta). Esta ordem, a mais numerosa em números de espécies de entre todas as Marchantiophyta, agrupa a maioria das espécies conhecidas pelo nome comum de hepáticas folhosas pois, ao inverso das demais hepáticas, apresentam folhas finas, semelhantes a aletas, dispostas ao longo da haste.  A maioria das outras Marchantiophytas são talóides, com nenhuma evidência de folhas.

## Taxonomia
A ordem Jungermanniales, numa classificação recente (Söderström et al., 2016) inclui as seguintes subordens e famílias:
- Subordem Perssoniellineae Schuster 1963
  - Schistochilaceae Buch 1928 (Perssoniellaceae) Schuster ex Grolle 1972)
- Subordem Myliineae Engel & Braggins ex Crandall-Stotler et al.
  - Myliaceae Schljakov 1975
- Subordem Lophocoleineae Schljakov 1972 (Pseudolepicoleineae; Trichocoleineae)
  - Pseudolepicoleaceae Fulford & Taylor 1960
  - Blepharostomataceae Frey & Stech 2008
  - Trichocoleaceae Nakai 1943
  - Lophocoleaceae Vanden Berghen 1956
  - Plagiochilaceae Müller & Herzog 1956
  - Grolleaceae Solari ex Schuster 1984
  - Mastigophoraceae Schuster 1972
  - Herbertaceae Müller ex Fulford & Hatcher 1958
  - Lepicoleaceae Schuster 1963 [Vetaformataceae Fulford & Taylor 1963]
  - Lepidoziaceae Limpricht 1877 [Neogrollaceae]
- Subordem Cephaloziineae Schljakov [Jamesoniellineae]
  - Hygrobiellaceae Konstantinova & Vilnet 2014
  - Adelanthaceae Grolle 1972 [Jamesoniellaceae He-Nygrén et al. 2006]
  - Cephaloziaceae Migula 1904
  - Anastrophyllaceae Söderström et. al 2010b
  - Cephaloziellaceae Douin 1920 [Phycolepidoziaceae Schuster 1967]
- Subordem Jungermanniineae Schuster ex Stotler & Crandall-Stotler 2000 [Geocalycineae Schuster 1972]
  - Chonecoleaceae Schuster ex Grolle 1972
  - Brevianthaceae Engel & Schuster 1981
  - Stephaniellaceae Schuster 2002
  - Acrobolbaceae Hodgson 1962
  - Blepharidophyllaceae Schuster 2002
  - Trichotemnomataceae Schuster 1972
  - Balantiopsidaceae Buch 1955
  - Jackiellaceae Schuster 1972
  - Notoscyphaceae Crandall-Stotler, Vana & Stotler
  - Calypogeiaceae Arnell 1928 [Mizutaniaceae Furuki & Iwatsuki 1989]
  - Geocalycaceae von Klinggräff 1858
  - Southbyaceae Váňa et al. 2012
  - Antheliaceae Schuster 1963
  - Jungermanniaceae Reichenbach 1828 [Mesoptychiaceae Inoue & Steere 1975; Delavayellaceae Schuster 1961]
  - Saccogynaceae Heeg
  - Arnelliaceae Nakai 1943
  - Harpanthaceae Arnell 1928
  - Gyrothyraceae Schuster 1970
  - Endogemmataceae Konstantinova, Vilnet & Troitsky 2011
  - Solenostomataceae Stotler & Crandall-Stotler 2009
  - Gymnomitriaceae von Klinggräff 1858